# Palau-del-Vidre
Palau-del-Vidre [palo dɛl vidʁ] (katalanisch Palau del Vidre) ist eine französische Gemeinde mit 3232 Einwohnern (Stand 1. Januar 2022) im Département Pyrénées-Orientales der Region Okzitanien. Sie gehört zum Arrondissement Céret und zum Kanton La Côte Vermeille. Der Ort liegt im Tal des Flusses Tech.
Palau-del-Vidre ist bekannt für seine Glasbläser, die dort seit dem Mittelalter ansässig sind. Der katalanische Ortsname leitet sich von der Tradition der Glasbläsereien ab. Alljährlich im August findet im Ort das internationale Festival „Les Arts du Verre“ statt, zu dem Glaskünstler aus ganz Europa anreisen.

## Bevölkerungsentwicklung
- 1962: 1238
- 1968: 1330
- 1975: 1417
- 1982: 1738
- 1990: 2004
- 1999: 2117
- 2007: 2607
- 2013: 3153
- 2017: 3142

## Sehenswürdigkeiten

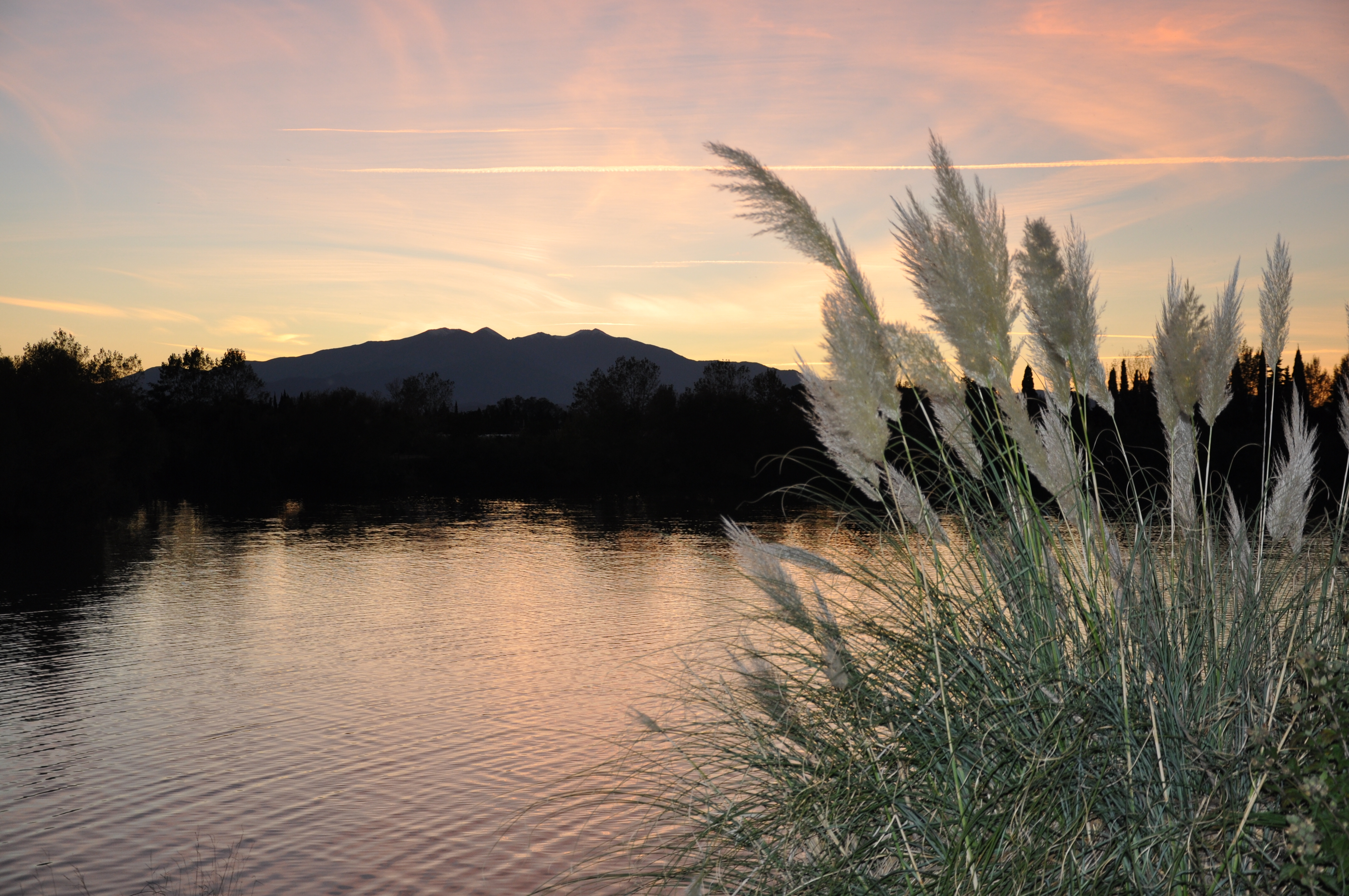
Der Lac Sant Martin mit dem Canigou im Hintergrund

- Ortszentrum mit Resten einer Stadtmauer
- Kirche Saint-Sébastien (12. Jahrhundert), der Saal der ehemaligen Burg
- Retabel Saint-Michel und Saint-Hippolyte in der Kirche, 1454
- Tabernakel (1609) von Honorat Rigau, 1609 in der Kirche Saint-Sébastien
- Naherholungsgebiet mit dem Lac Sant Martin
- Château de Villeclare mit seiner romanischen Kapelle Saint-Pierre de Vilaclara

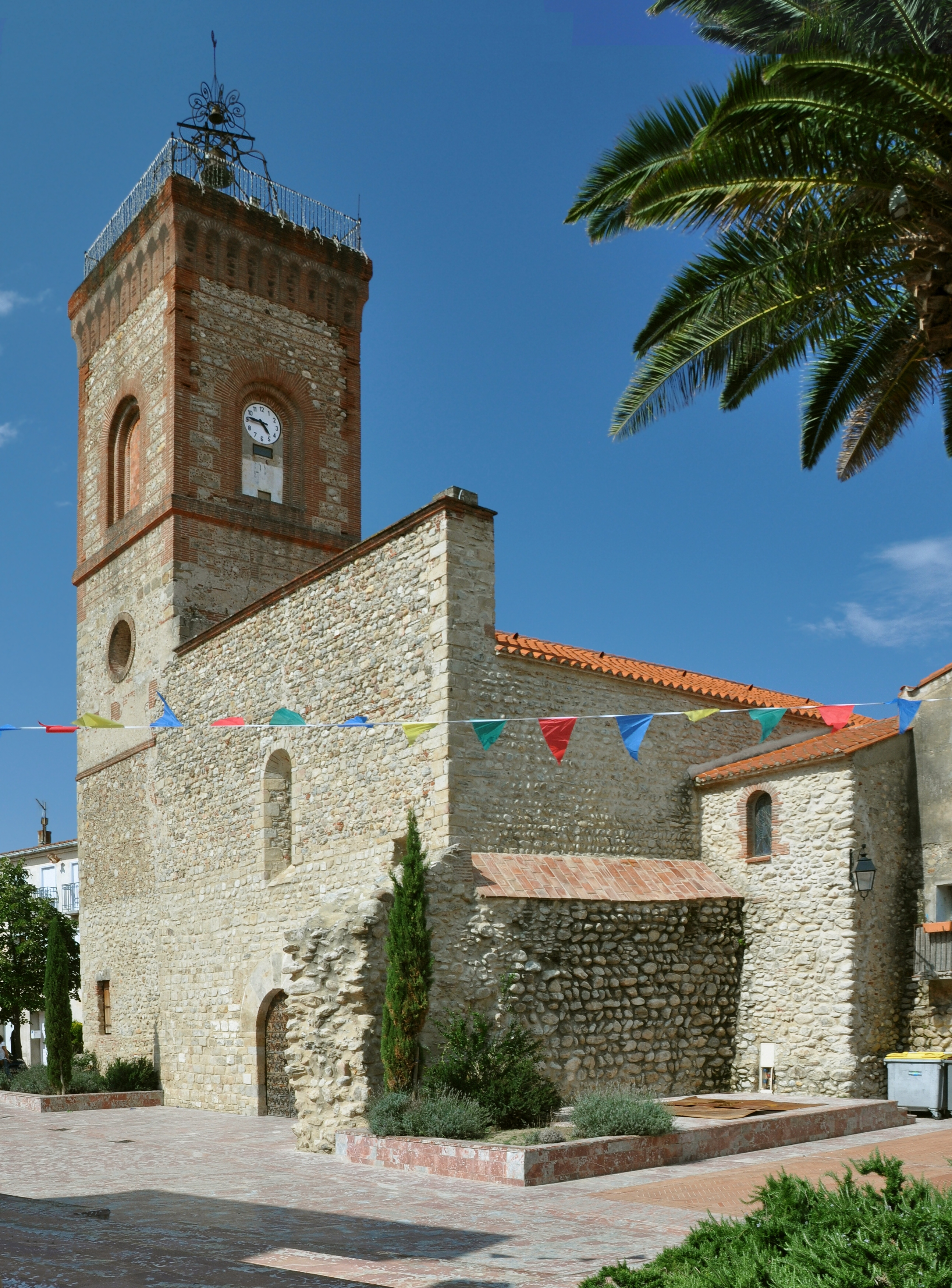
Kirche Saint-Sébastien
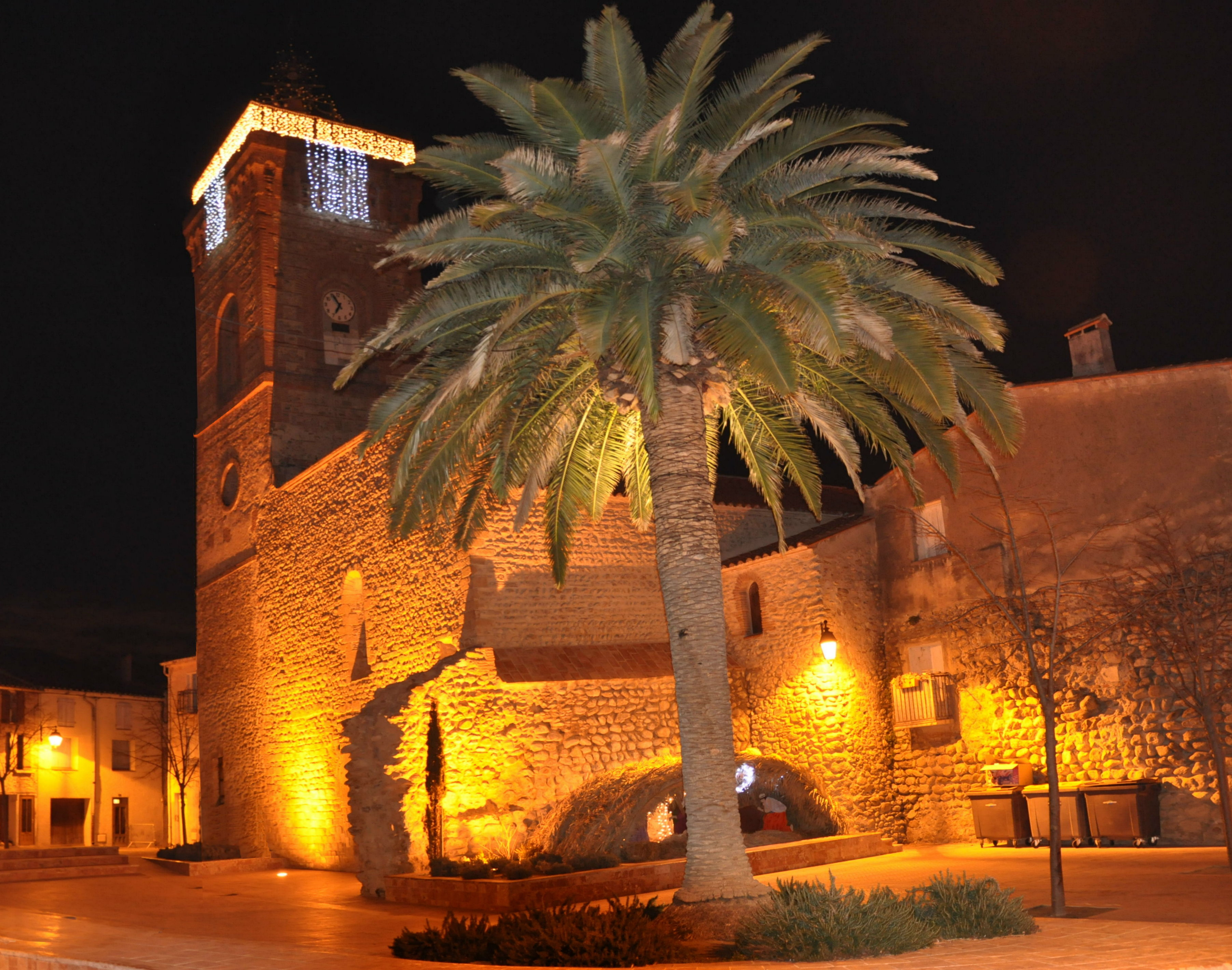
Kirche Saint-Sébastien an Weihnachten
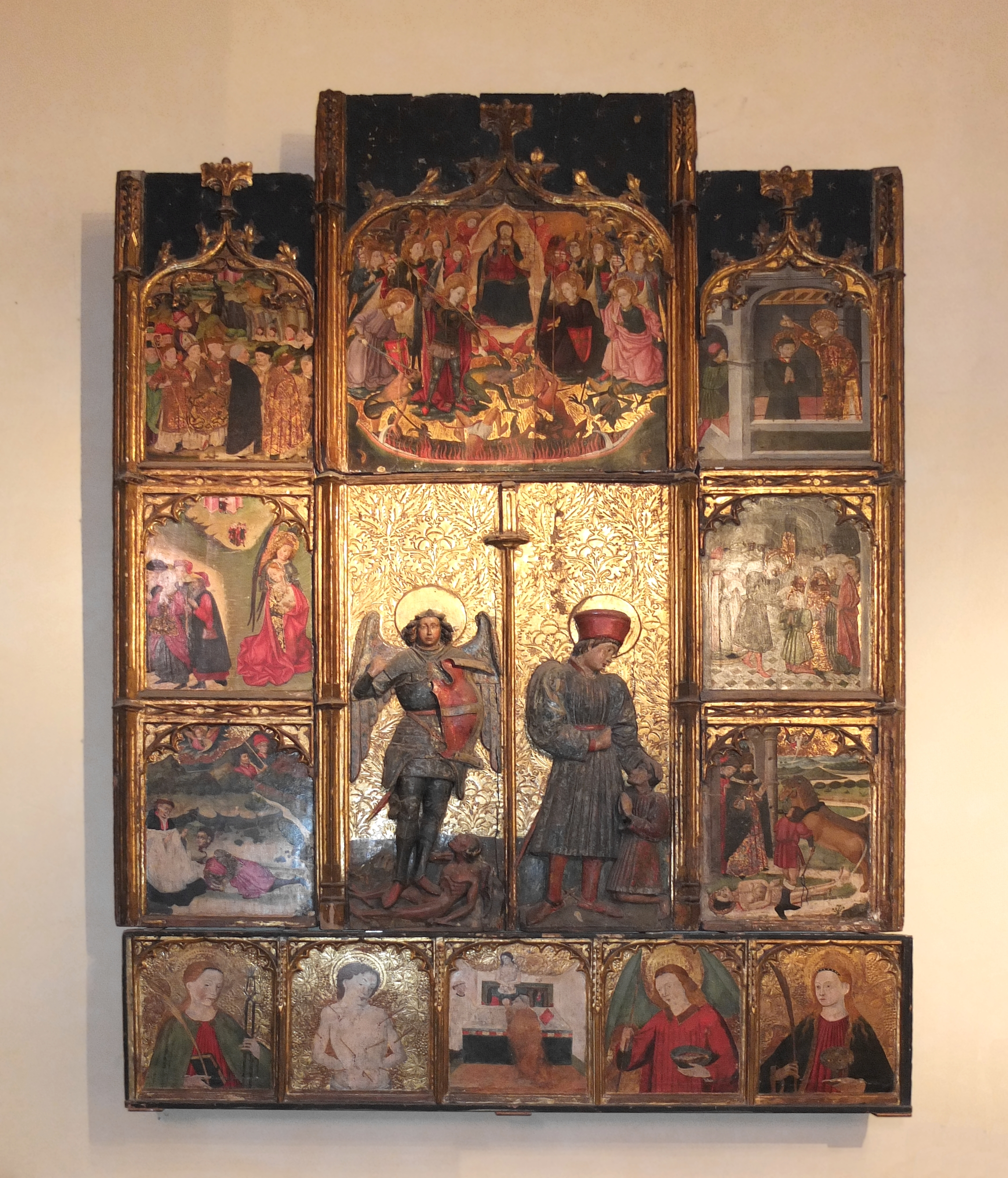
Retabel mit Saint-Michel und Saint-Hippolyte, 1454
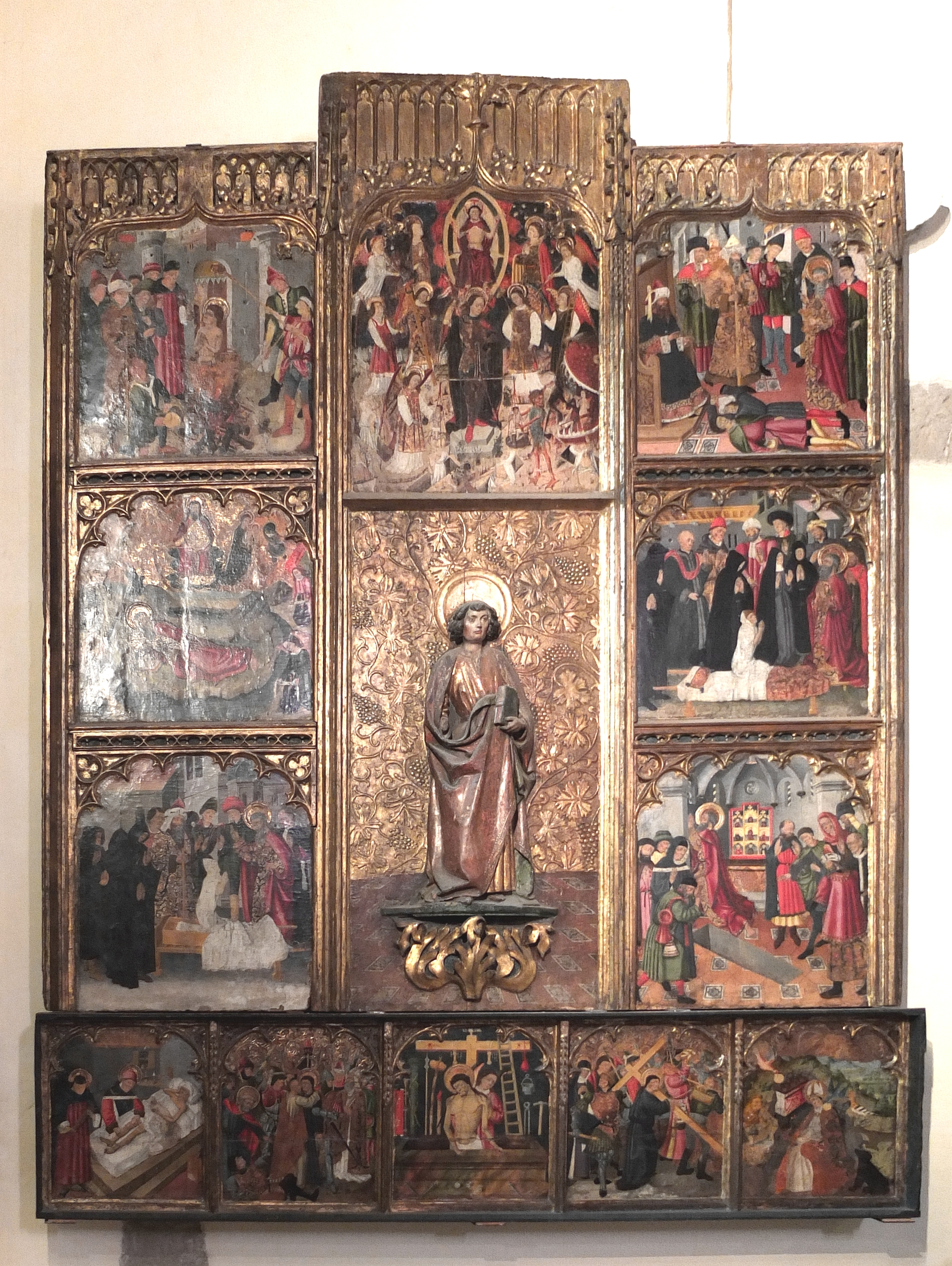
Retabel mit Saint Jean-l'Evangéliste, 1461
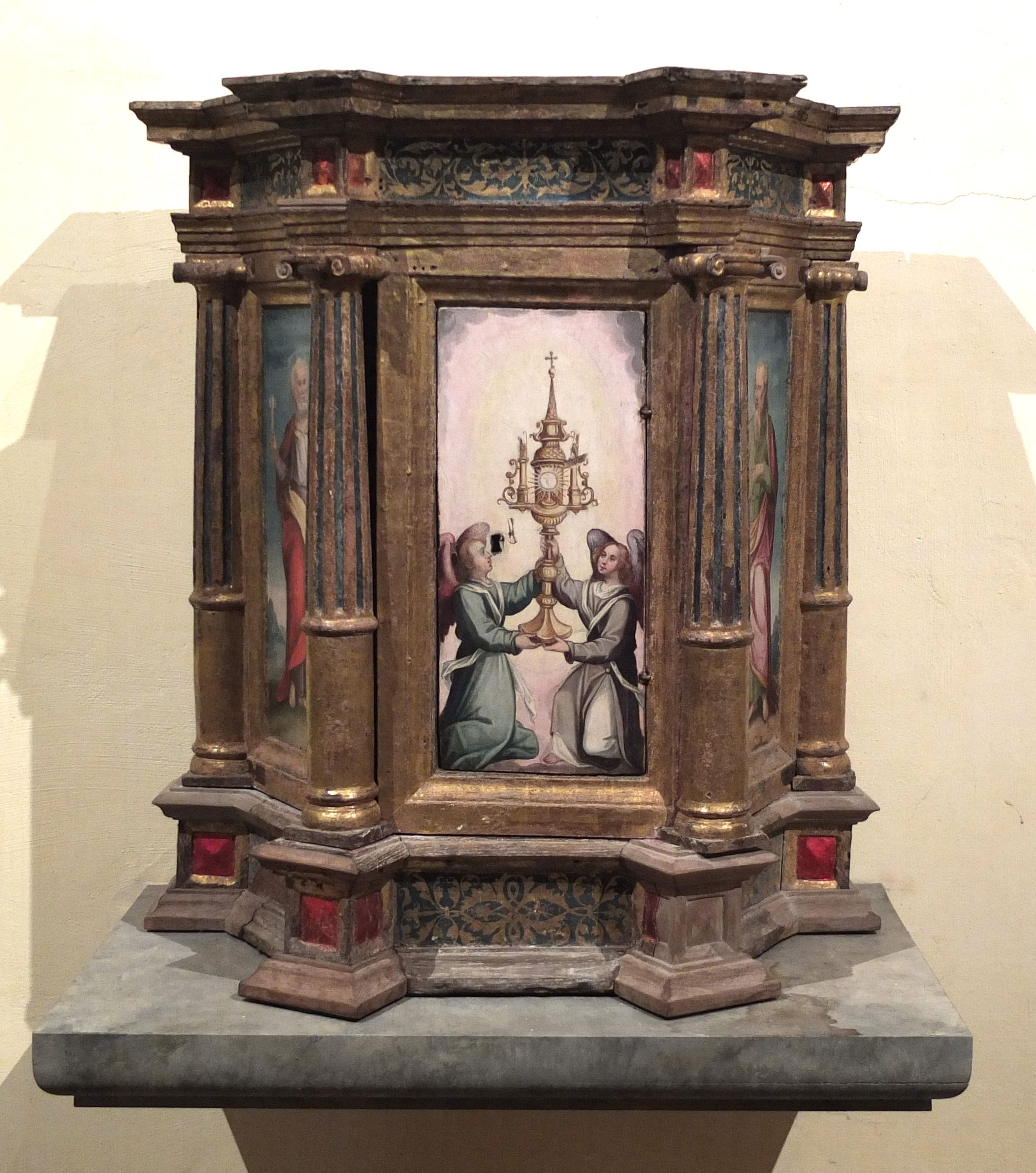
Tabernakel von Honorat Rigau, 1609 (geschlossen)
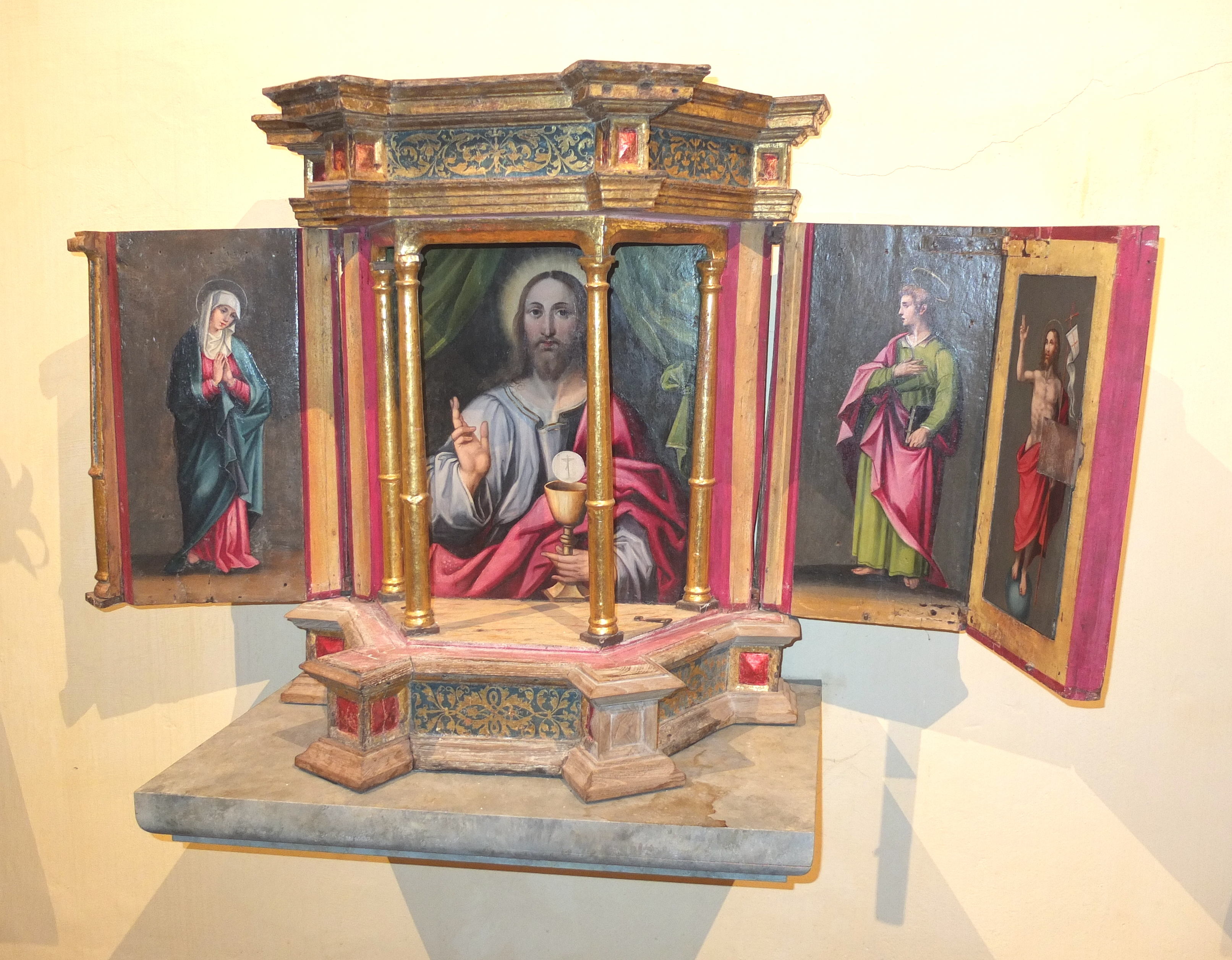
Tabernakel von Honorat Rigau, 1609 (offen)
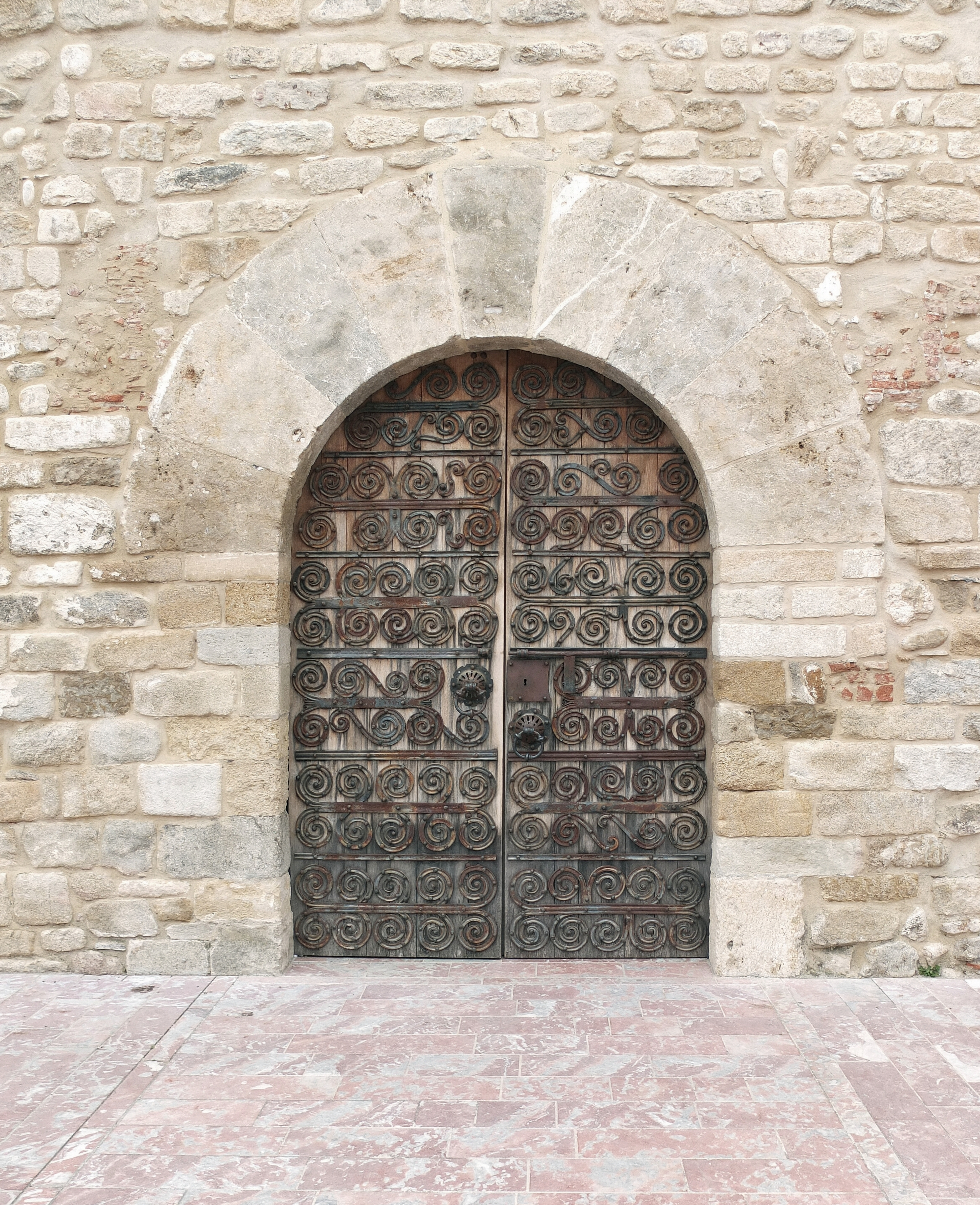
Portal der Kirche
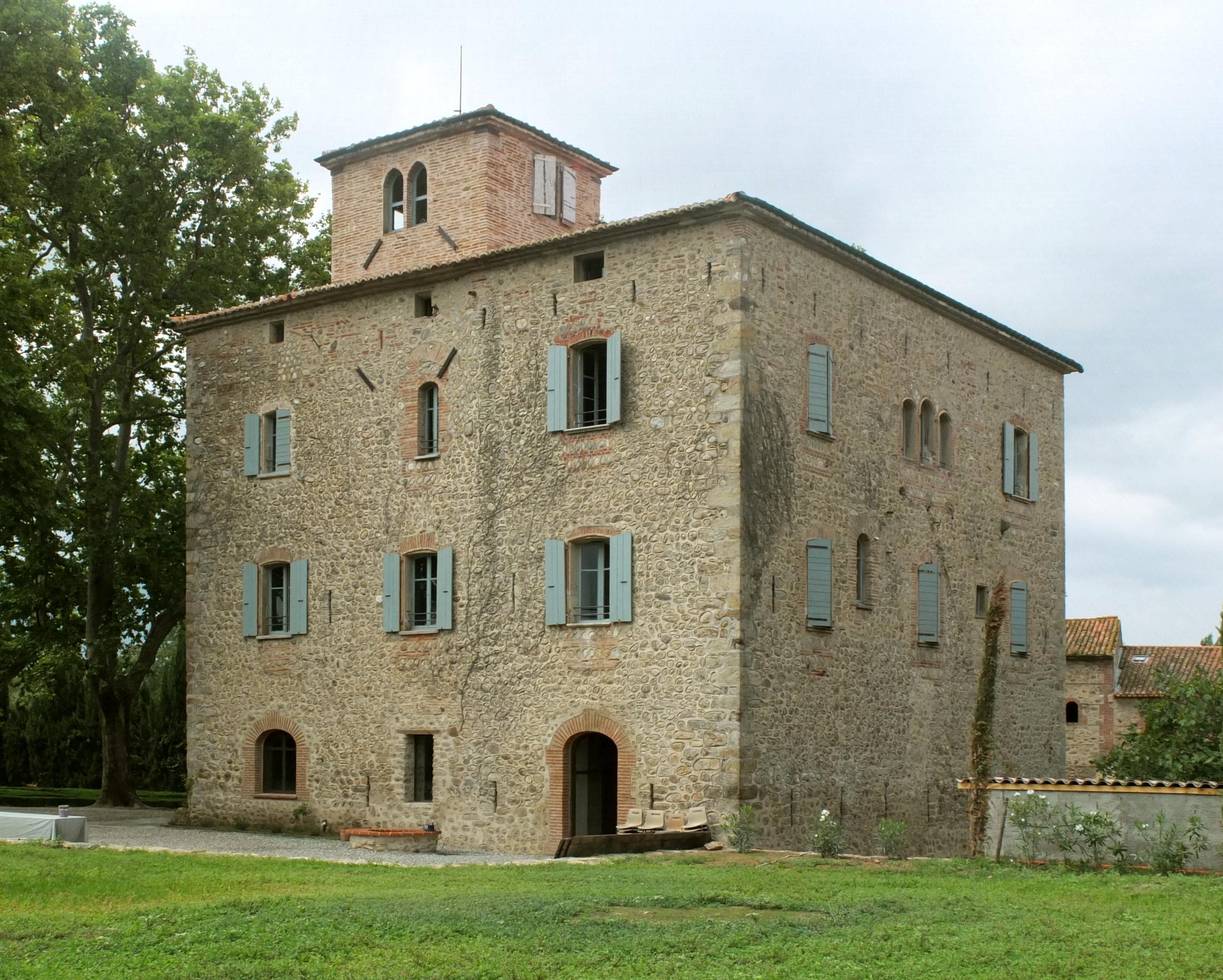
Château de Villeclare
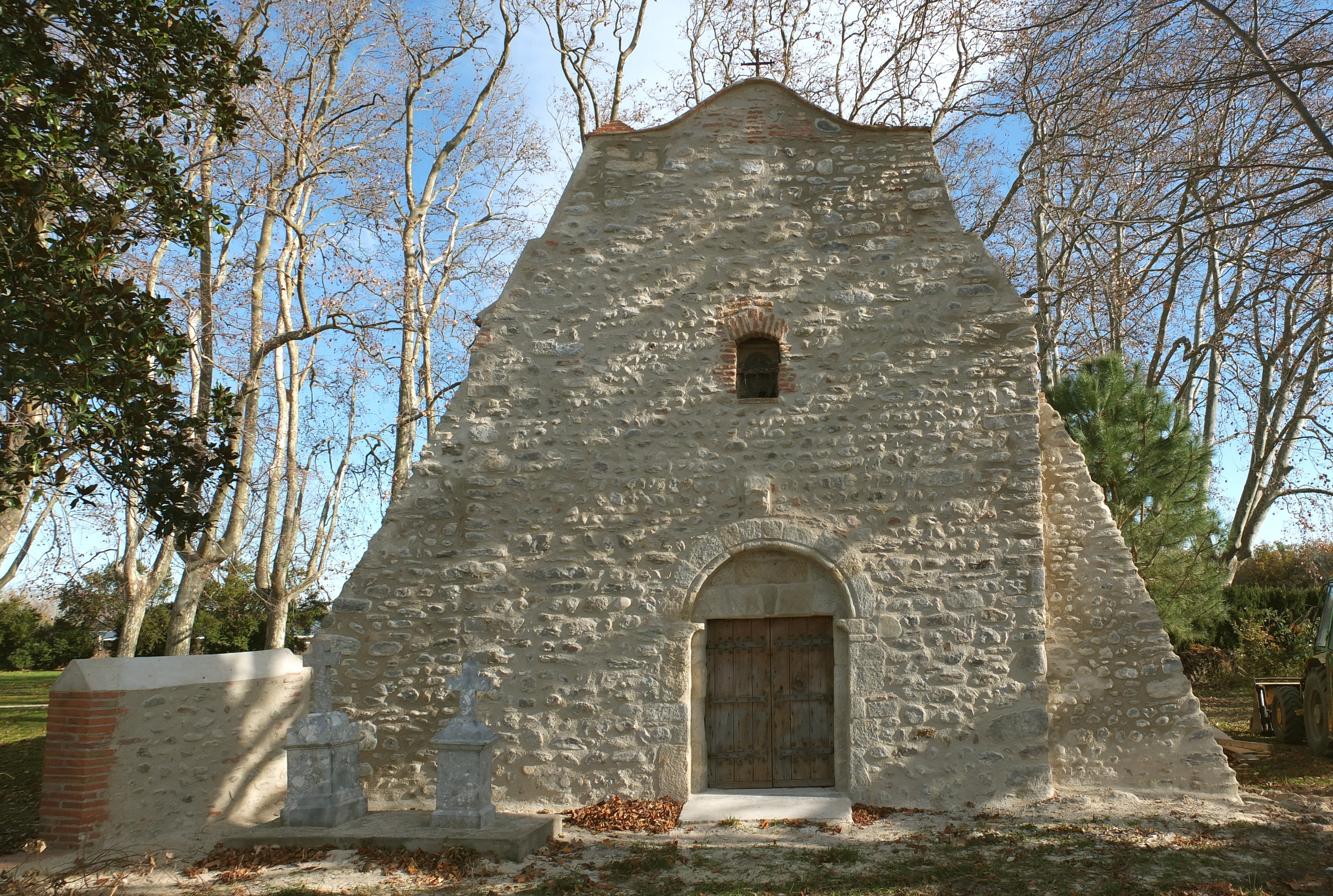
Romanische Kapelle Saint-Pierre de Vilaclara
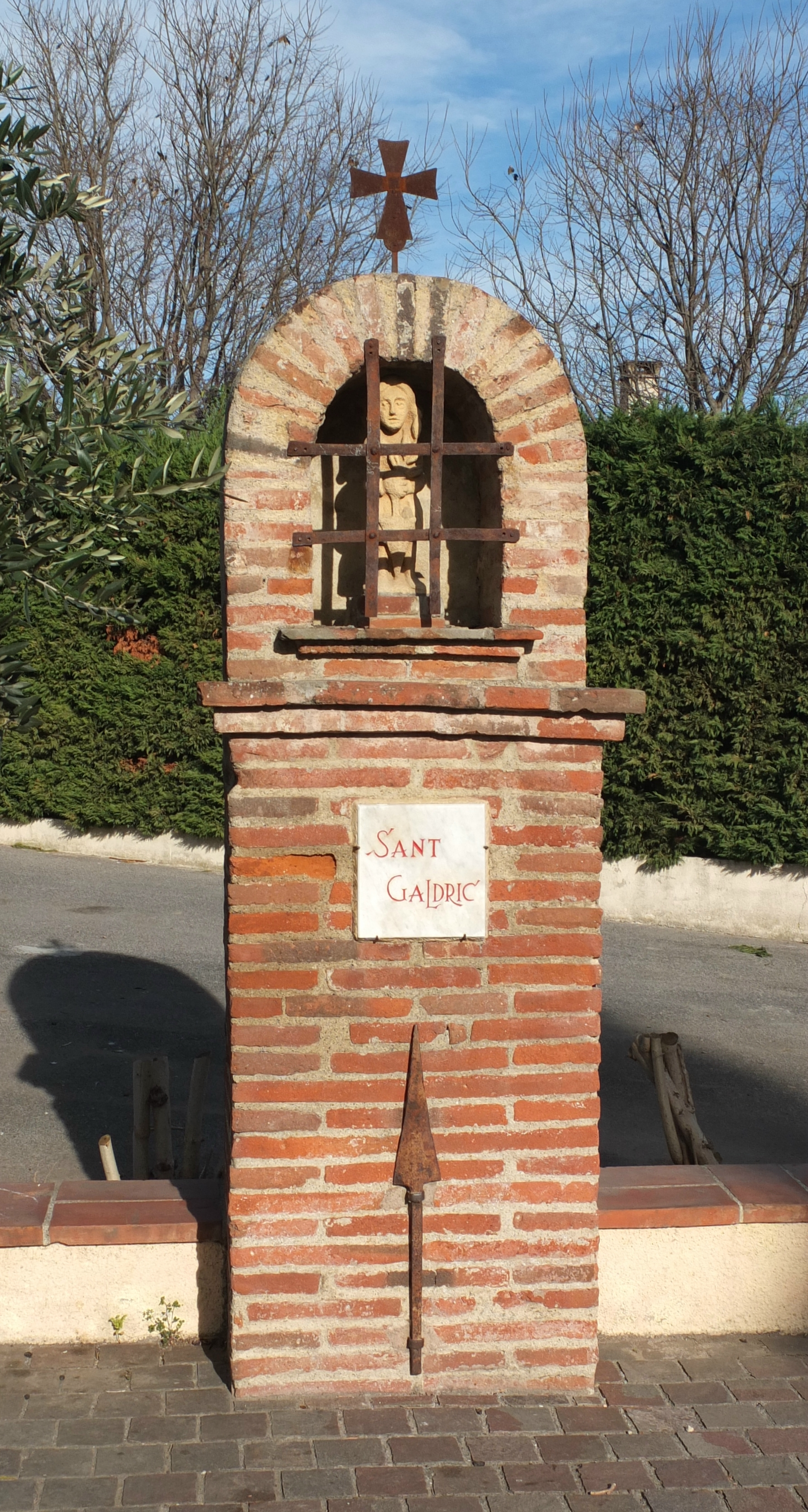
Bildstock Sant Galdric